# Élections législatives hongroises de 2002
Les élections législatives hongroises de 2002 (en hongrois : 2002-es magyarországi országgyűlési választás) se tiennent les dimanches 7 et 21 avril 2002, afin d'élire les 386 députés de la 4e législature de l'Assemblée nationale pour un mandat de quatre ans.
Marqué par une nette hausse de la participation, ce scrutin voit une nouvelle victoire en voix du MSZP, mais une victoire en sièges pour l'alliance entre le Fidesz-MPP du Premier ministre Viktor Orbán et le MDF. Seule la SZDSZ ayant également obtenu une représentation parlementaire, le chef de file socialiste Péter Medgyessy succède à Orbán à la tête d'un gouvernement de coalition.

## Contexte
Lors des élections législatives de 1998, le Parti socialiste hongrois (MSZP) au pouvoir du Premier ministre Gyula Horn obtient le plus grand nombre de voix, mais est distancé en sièges par le Fidesz-Parti civique hongrois (Fidesz-MPP) de Viktor Orbán qui profite d'accords de désistement avec le Forum démocrate hongrois (MDF). Orbán accède par la suite au pouvoir après avoir constitué un gouvernement de coalition entre le Fidesz-MPP, le MDF et le Parti indépendant des petits propriétaires (FKGP).
Le 6 juin 2000, l'ancien ministre Ferenc Mádl est élu pour cinq ans président de la République par l'Assemblée nationale, succédant à Árpád Göncz.

## Mode de scrutin
L'Assemblée nationale (Országgyűlés) est le Parlement monocaméral de la république de Hongrie. Elle se compose de 386 députés, élus pour une législature de quatre ans au suffrage universel direct selon un mode de scrutin mixte : 
- 176 députés sont élus au scrutin uninominal majoritaire à deux tours
- 140 députés sont élus au scrutin proportionnel plurinominal dans les comitats ;
- 70 députés sont désignés au scrutin proportionnel plurinominal par compensation au niveau national.

Pour que le résultat d'une circonscription (uninominale ou plurinominale) soit validé, le taux de participation doit atteindre 50 % des inscrits. Dans le cas contraire, un second tour est convoqué et ce quorum tombe à 25 % des inscrits. Seuls les partis ayant reçu au moins 5 % des suffrages exprimés au niveau national bénéficient de la répartition des sièges de comitat et de compensation.
Les sièges de compensation sont répartis en additionnant au niveau national l'ensemble des suffrages inutiles, qui n'ont pas permis à un parti de remporter une circonscription ou un siège dans un comitat.

## Campagne
| Parti | Parti                                                                          | Idéologie                                         | Chef de file                    | Résultat en 1998            |
| ----- | ------------------------------------------------------------------------------ | ------------------------------------------------- | ------------------------------- | --------------------------- |
|       | Parti socialiste hongrois Magyar Szocialista Párt (MSZP)                       | Centre gauche Social-démocratie, europhilie       | Péter Medgyessy                 | 32,9 % des voix 134 députés |
|       | Fidesz-Parti civique hongrois Fidesz – Magyar Polgári Párt (Fidesz-MPP)        | Centre droit Conservatisme, démocratie chrétienne | Viktor Orbán (Premier ministre) | 32,3 % des voix 165 députés |
|       | Forum démocrate hongrois Magyar Demokrata Fórum (MDF)                          | Centre droit Conservatisme, démocratie chrétienne | Viktor Orbán (Premier ministre) | 2,8 % des voix 17 députés   |
|       | Parti indépendant des petits propriétaires Független Kisgazdapárt (FKGP)       | Droite Agrarisme, nationalisme, conservatisme     | József Torgyán                  | 13,2 % des voix 22 députés  |
|       | Alliance des démocrates libres Szabad Demokraták Szövetsége (SZDSZ)            | Centre Social-libéralisme, libéralisme économique | Gábor Kuncze                    | 7,6 % des voix 24 députés   |
|       | Parti hongrois de la justice et de la vie Magyar Igazság és Élet Pártja (MIÉP) | Droite Nationalisme, conservatisme                | István Csurka                   | 5,5 % des voix 14 députés   |

## Résultats
|                           |                                                   |                     |                     |                     |                     |                     |                     |                     |                     |                       |                       |                       |                       |         |              |               |  |
| Partis                    | Partis                                            | Scrutin majoritaire | Scrutin majoritaire | Scrutin majoritaire | Scrutin majoritaire | Scrutin majoritaire | Scrutin majoritaire | Scrutin majoritaire | Scrutin majoritaire | Scrutin proportionnel | Scrutin proportionnel | Scrutin proportionnel | Scrutin proportionnel | S. Nat. | Total Sièges | +/-           |  |
| Partis                    | Partis                                            | 1er tour            | 1er tour            | 1er tour            | 2e tour             | 2e tour             | 2e tour             | Total               | +/-                 | Scrutin proportionnel | Scrutin proportionnel | Scrutin proportionnel | Scrutin proportionnel | S. Nat. | Total Sièges | +/-           |  |
| Partis                    | Partis                                            | Voix                | %                   | S.                  | Voix                | %                   | S.                  | Total               | +/-                 | Voix                  | %                     | +/-                   | S.                    | S. Nat. | Total Sièges | +/-           |  |
|                           | Parti socialiste hongrois (MSZP)                  | 2 277 737           | 40,50               | 24                  | 2 011 845           | 45,77               | 54                  | 78                  | 24                  | 2 361 997             | 42,05                 | 9,13                  | 69                    | 31      | 178          | 44            |  |
|                           | Fidesz-Parti civique hongrois (Fidesz-MPP)        | 2 217 755           | 39,43               | 15                  | 2 196 540           | 49,97               | 61                  | 76                  | 14                  | 2 306 763             | 41,07                 | 8,79                  | 64                    | 24      | 164          | 16            |  |
|                           | Forum démocrate hongrois (MDF)                    | 2 217 755           | 39,43               | 5                   | 2 196 540           | 49,97               | 14                  | 19                  | 2                   | 2 306 763             | 41,07                 | 8,79                  | 3                     | 2       | 24           | 7             |  |
|                           | Alliance des démocrates libres (SZDSZ)            | 380 982             | 6,77                | 1                   | 139 504             | 3,10                | 2                   | 3                   | 1                   | 313 084               | 5,57                  | 2,00                  | 4                     | 13      | 20           | 4             |  |
|                           | Parti hongrois de la justice et de la vie (MIÉP)  | 257 430             | 4,58                | 0                   | 325                 | 0,00                | 0                   | 0                   | en stagnation       | 245 326               | 4,37                  | 1,10                  | 0                     | 0       | 0            | 14            |  |
|                           | Parti du centre (CP) (KDNP-MDNP-ZDSZ-HOM)         | 182 253             | 3,24                | 0                   | 5 280               | 0,12                | 0                   | 0                   | en stagnation       | 219 029               | 3,90                  | 0,25                  | 0                     | 0       | 0            | en stagnation |  |
|                           | Parti ouvrier hongrois (MP)                       | 108 732             | 1,93                | 0                   | 0                   | 0                   | 0                   | 0                   | en stagnation       | 121 503               | 2,16                  | 1,79                  | 0                     | 0       | 0            | en stagnation |  |
|                           | Parti indépendant des petits propriétaires (FKGP) | 67 401              | 1,20                | 0                   | 692                 | 0,00                | 0                   | 0                   | 12                  | 42 338                | 0,75                  | 12,40                 | 0                     | 0       | 0            | 48            |  |
|                           | Autres partis                                     | 89 090              | 1,58                | 0                   | 61 538              | 1,36                | 0                   | 0                   | 1                   | 6 710                 | 0,12                  | –                     | 0                     | 0       | 0            | en stagnation |  |
|                           | Indépendants                                      | 43 215              | 0,77                | 0                   |                     |                     |                     |                     |                     |                       |                       |                       |                       |         | 0            | 1             |  |
|                           |                                                   |                     |                     |                     |                     |                     |                     |                     |                     |                       |                       |                       |                       |         |              |               |  |
| Suffrages exprimés        | Suffrages exprimés                                | 5 624 595           | 98,93               |                     | 4 395 458           | 99,36               |                     |                     |                     | 5 616 750             | 98,79                 |                       |                       |         |              |               |  |
| Votes blancs et invalides | Votes blancs et invalides                         | 61 060              | 1,07                | 28 348              | 0,64                | 68 905              | 1,21                |                     |                     |                       |                       |                       |                       |         |              |               |  |
| Total                     | Total                                             | 5 685 655           | 100                 | 45                  | 4 423 806           | 100                 | 131                 | 176                 | en stagnation       | 5 685 655             | 100                   | –                     | 140                   | 70      | 386          | en stagnation |  |
| Abstention                | Abstention                                        | 2 375 446           | 29,47               |                     | 1 594 263           | 26,49               |                     |                     |                     | 2 375 446             | 29,47                 |                       |                       |         |              |               |  |
| Inscrits/Participation    | Inscrits/Participation                            | 8 061 101           | 70,53               | 6 018 069           | 73,51               | 8 061 101           | 70,53               |                     |                     |                       |                       |                       |                       |         |              |               |  |

### Analyse
Le scrutin constitue globalement un revers pour la droite hongroise, qui perd le pouvoir après l'avoir exercé pendant quatre ans. Certes, le Fidesz-MPP du Premier ministre Viktor Orbán, coalisé avec le MDF, parvient à rester la première force parlementaire et à progresser clairement, mais au détriment du FKGP, troisième partenaire de la coalition gouvernementale au pouvoir qui connaît un échec retentissant. La disparition de la formation d'extrême droite MIÉP de l'Assemblée, qui rate de peu la barre des 5 % des suffrages exprimés, permet également de stabiliser l'hémicycle. Sous la houlette de l'ancien ministre des Finances, sans étiquette, Péter Medgyessy, le MSZP retrouve son statut de premier parti de l'Assemblée.

## Conséquences
L'impossibilité pour Viktor Orbán de s'allier avec l'un des deux autres partis représentés à l'Assemblée nationale le contraint à renoncer au pouvoir, au profit d'une alliance entre le MSZP et la SZDSZ conduite par Péter Medgyessy, dont l'une des premières décisions est d'augmenter le salaire des agents du service public de l'éducation et de la santé.
Des dirigeants du Fidesz essaient sans succès de contester les résultats en demandant un recomptage des voix. Ils sont soutenus par István Csurka, le dirigeant du Parti hongrois de la justice et de la vie.